# Les Mondes de Thorgal
Pour les articles homonymes, voir Thorgal (homonymie).
Les Mondes de Thorgal est une série de bande dessinée belge publiée de 2010 à 2023 aux éditions du Lombard à l'initiative d'Yves Sente, scénariste de Thorgal. Il s'agit d'une série dérivée et parallèle de cette série, dont elle met en scène plusieurs personnages secondaires et principaux. Les albums sont scénarisés et dessinés par différents auteurs, les couvertures étant l'œuvre du dessinateur habituel de la série principale, Grzegorz Rosiński.
Les séries Louve et Kriss de Valnor, arrêtées successivement en 2017 puis 2018, sont fusionnées à la série principale dès son tome 36, Aniel, en novembre 2018. La Jeunesse de Thorgal est conclue en 2023, après son onzième tome.

## Univers de la série

### Personnages
La série consacrée à Louve narre les aventures de la fille de Thorgal et d'Aaricia. Elle comporte sept tomes, écrits par Yann et dessinés par Roman Surzhenko.
La série consacrée à Kriss de Valnor s'ouvre sur un diptyque consacré au passé de cette dernière : convoquée au tribunal des Walkyries, elle doit raconter sa jeunesse, de son enfance misérable jusqu'à sa rencontre avec Thorgal dans Les Archers. À partir du troisième tome, l'intrigue est située au présent de la série Thorgal, en ayant notamment lieu durant l'affrontement entre Jolan et Magnus. La série comporte huit tomes au total. Les cinq premiers sont écrits par Yves Sente et dessinés par Giulio De Vita. L'équipe change pour les trois derniers : Xavier Dorison et Mathieu Mariolle reprennent le scénario du tome 6, tandis que le dessin est confié à Surzhenko. Pour les tomes 7 et 8, c'est le nouveau venu Frédéric Vignaux qui est officialisé comme nouveau dessinateur de la série. 
Les évènements racontés dans les derniers tomes de Louve et Kriss de Valnor rejoignent ceux racontés dans le trente-sixième tome de la série-mère Thorgal, paru fin 2018.
Enfin, la troisième série dérivée, consacrée à la jeunesse de Thorgal, raconte les aventures de ce dernier entre le tome 7 (L'Enfant des étoiles) et le tome 1 (La Magicienne trahie). Dix albums sont publiés à ce jour.

## Albums

### Kriss de Valnor
Cycle du tribunal des Walkyries
- 1 Je n'oublie rien !, novembre 2010
Scénario : Yves Sente - Dessin et couleurs : Giulio De Vita -  (ISBN 978-2803627516)
- 2 La Sentence des Walkyries, mars 2012
Scénario : Yves Sente - Dessin : Giulio De Vita - Couleurs : Graza -  (ISBN 978-2803628216)

Cycle du Nord-Levant
- 3 Digne d'une reine, novembre 2012
Scénario : Yves Sente - Dessin : Giulio De Vita - Couleurs : Graza -  (ISBN 978-2803631292)
- 4 Alliances, octobre 2013
Scénario : Yves Sente - Dessin : Giulio De Vita - Couleurs : Graza -  (ISBN 978-2803632343)
- 5 Rouge comme le Raheborg, novembre 2014
Scénario : Yves Sente et Giulio De Vita - Dessin : Giulio De Vita - Couleurs : Matteo Vattani, Sara Spano -  (ISBN 978-2803634071)
- 6 L'Île des enfants perdus, 13 novembre 2015
Scénario : Xavier Dorison et Mathieu Mariolle - Dessin : Roman Surzhenko - Couleurs : Matteo Vattani -  (ISBN 978-2803635474)
- 7 La Montagne du temps, 10 novembre 2017
Scénario : Xavier Dorison et Mathieu Mariolle - Dessin : Fred Vignaux - Couleurs : Gaétan Georges -  (ISBN 978-2803637027)
- 8 Le Maître de justice, 12 octobre 2018
Scénario : Xavier Dorison et Mathieu Mariolle - Dessin : Fred Vignaux - Couleurs : Gaétan Georges -  (ISBN 978-2803672837)

### Louve
Cycle du mage déchu
- 1 Raïssa, novembre 2011
Scénario : Yann - Dessin : Roman Surzhenko - Couleurs : Graza -  (ISBN 978-2803628636) 
Premier tome de la série de bande dessinée Les Mondes de Thorgal - Louve, Raïssa, dont le scénario a été écrit par Yann et les dessins réalisés par Roman Surzhenko, narre la rencontre entre Louve et une meute de loups[1]. L'album, qui fait partie d'une série parallèle Les Mondes de Thorgal, suit les aventures de personnages marquants de la série Thorgal[1].
- 2 La Main coupée du dieu Tyr, novembre 2012
Scénario : Yann - Dessin : Roman Surzhenko - Couleurs : Graza -  (ISBN 978-2803631032)
- 3 Le Royaume du chaos, avril 2013
Scénario : Yann - Dessin : Roman Surzhenko - Couleurs : Graza -  (ISBN 978-2803631964)

Cycle de la louve noire
- 4 Crow, avril 2014
Scénario : Yann - Dessin et couleurs : Roman Surzhenko -  (ISBN 978-2803634187)
- 5 Skald, janvier 2015
Scénario : Yann - Dessin et couleurs : Roman Surzhenko -  (ISBN 978-2803635405)

Cycle des royaumes du dessous
- 6 La Reine des Alfes noirs, septembre 2016
Scénario : Yann - Dessin et couleurs : Roman Surzhenko -  (ISBN 978-2803637010)
- 7 Nidhogg, avril 2017
Scénario : Yann - Dessin et couleurs : Roman Surzhenko -  (ISBN 978-2803671052)

### La Jeunesse de Thorgal
Cycle du chant du scalde
- 1 Les Trois Sœurs Minkelsönn, février 2013
Scénario : Yann - Dessin et couleurs : Roman Surzhenko -  (ISBN 978-2803631308)
- 2 L'Œil d'Odin, février 2014
Scénario : Yann - Dessin et couleurs : Roman Surzhenko -  (ISBN 978-2803632060)

Cycle des guerriers-fauves
- 3 Runa, 3 avril 2015
Scénario : Yann - Dessin et couleurs : Roman Surzhenko -  (ISBN 978-2803635429)
- 4 Berserkers, 1er avril 2016
Scénario : Yann - Dessin et couleurs : Roman Surzhenko -  (ISBN 978-2803636785)
- 5 Slive, 13 octobre 2017
Scénario : Yann - Dessin et couleurs : Roman Surzhenko -  (ISBN 978-2803671762)
- 6 Le Drakkar des glaces, 20 avril 2018
Scénario : Yann - Dessin et couleurs : Roman Surzhenko -  (ISBN 978-2803672462)
- 7 La Dent bleue, 5 avril 2019
Scénario : Yann - Dessin et couleurs : Roman Surzhenko -  (ISBN 978-2803672882)
- 8 Les Deux Bâtards, 13 mars 2020
Scénario : Yann - Dessin et couleurs : Roman Surzhenko -  (ISBN 978-2-8036-7464-0)
- 9 Les Larmes de Hel, 9 avril 2021
Scénario : Yann - Dessin et couleurs : Roman Surzhenko -  (ISBN 978-2-8036-7797-9)
- 10 Sydönia, 24 juin 2022
Scénario : Yann - Dessin : Roman Surzhenko - Couleurs : Elvire De Cock -  (ISBN 978-2-8082-0482-8)
- 11 Grym, 2 juin 2023
Scénario : Yann - Dessin : Roman Surzhenko -  (ISBN 978-2-8082-1083-6)

### Hors-série
- Aux origines des mondes, novembre 2012

Propos des auteurs recueillis par Patrick Gaumer : Yann, Yves Sente, Roman Surzhenko, Grzegorz Rosiński, Giulio De Vita  (ISBN 978-2803631933)

## Critiques
Arno Kikoo, journaliste pour 9e art, lors d'un dossier sur Thorgal à l'occasion des quarante ans de la série en 2017, les deux premiers tomes de Kriss de Valnor « se révèlent très durs [et] le changement de scénariste permet d'éviter les écueils de Sente sur la violence et la nudité ». Il donne cependant un « carton rouge » pour le cliffhanger utilisé dans La Montagne du temps.

Dans Louve, même si le personnage principal est « assez charismatique », le scénario « pêche par une certaine redondance ». Le critique analyse également que la « caractérisation d'Aaricia laisse pantois, cette dernière ne faisant que se lamenter de l'absence de son mari ». Il conclut que cette série est, pour lui, la moins bonne des trois.

## Ventes
En 2018, ce sont 1,6 million d'albums des Mondes de Thorgal qui sont vendus, dont 650 000 pour la série Kriss de Valnor, 550 000 pour Louve et 400 000 pour La Jeunesse de Thorgal. Le Maître de justice, Nidhogg (derniers albums des deux premières séries parallèles) et Le Drakkar des glaces sont tirés aux alentours des 65 000 exemplaires.